# シダ (ミジンコ)
シダ (Sida crystallina) は、大型のミジンコ（甲殻類）の一種である。なお、本項には後年に別種に格上げされるSida americana Korovchinsky, 1979と思われる記述も含まれる。

## 形態
雌は4.0 mm、雄は2.0 mmに達する。ほかのシダ科の種と同じように本種は6本の胸部付属肢を覆う2弁で楕円形の背甲を持ち、大きく可動式の第1触角と頭楯を欠くヘルメットのような大きな頭部をもつ。ほかのミジンコと同様に第1触角は化学走性に機能する9つの感覚乳頭を持つ。第2触角は遊泳に用いられ、背側の枝に沿って並ぶ14本以上の剛毛を持ち、太くて長い。雄は雌よりも大きい明確な第1触角をもつ。
本種はシダ属のほかの種と違い、背側の触角は3つに区切られる。また、別の特徴的な形質として、後頭部に水草などの基質に接着するためのゼラチン質の粘液を分泌する吸着器（小顎腺）を持つ。

## 分布
西はヨーロッパから、東は極東までの旧北区に広く見られる。

## 生態
本種は湖、貯水池あるいは川の沿岸域で、植物に関連して見られる。五大湖（スペリオル湖、ヒューロン湖、オンタリオ湖、ミシガン湖）ではパッチ状に分布する個体数の少ない甲殻類であり、パッチは低密度から370-5000個体/m3程度の密度におよぶ。日周運動はほかのミジンコ類のように顕著ではなく、沿岸に生える植生付近に留まるため、ほぼ動かない。成体では植物の間を泳いでいるのに対し、若い個体は表層付近にいる。
本種は固着性で濾過摂食を行う。しかし、ほかの植物に関連して存在する種とは異なり、主に植物プランクトンを摂食する。本種はほかのミジンコよりも比較的高い代謝速度を持つ。Downing と Peters (1980) の研究では、餌の密度が大きくなると濾過速度は減少し、餌が豊富だと呼吸の増加が起こる。これは、主に胸部付属肢の濾過器のグルーミングが増加するには代謝の増加が必要であるためと考えられる。その代謝要求の増加に見合わないため、飢餓が起こる。本種は普通夜間に摂食するが、日中に摂食することもある。
本種は環境に応じて有性生殖でも無性生殖でも繁殖できる。メインは単為生殖であるが、密集、光周期、餌条件など特定の刺激の存在により、有性生殖に切り替わる。一般的に、繁殖周期は環境信号に応じて3月から4月の間に始まる。Green (1966) によれば、産卵は春や秋では高く、夏の間は低い。そして、10月に多くの雌は休眠卵を産むようになり、翌年の春まで発生しない。この変化は11月および12月の集団構造に影響をおよぼし、秋の集団にほとんど新しい個体がいないことから雌は大きく成長する。

## 分類
かつては基亜種 Sida crystallina crystallina (O. F. Müller, 1776)および亜種 Sida crystallina americana Korovchinsky, 1979、亜種 Sida crystallina ortiva Korovchinsky, 1979が含められていたが、後年にはそれぞれ種に格上げされ、本種およびSida americana Korovchinsky, 1979、Sida ortiva Korovchinsky, 1979が認められる。日本産のシダはSida crystallinaであるとされてきたが、実際はアジアシダミジンコ Sida ortivaであるとされる。
下位分類として、亜種 Sida crystallina elongata G.O. Sars, 1865 および Sida crystallina limnetica Burckhardt, 1899 を置くことがある。前者は池沼の水草の間で生活し、頭部および背中の前部に固着器を持つもの、後者は湖の沖に生活し、固着器を欠くものである。